# 岩城街道
岩城街道（いわきかいどう）は、陸奥国南部の奥州街道沿いの地域（現在の中通り地方中部）と同国の磐城平を結ぶ街道である。磐城街道とも呼ばれる。また、陸前浜街道の水戸以北を同名で呼ぶことがある。

## 概要
現在の福島県中通り地方中部と浜通り地方南部を結ぶ。阿武隈高地を東西に横断する。現在の交通路では磐越東線がほぼ近い経路をとって地域同士を結ぶほか、磐越自動車道、国道49号も経路が異なる箇所があるものの、中通り中部の中心都市、郡山市と浜通り南部の中心都市、いわき市を結んでいる。また、当街道は、奥州街道沿いの起点が複数あった。

## 宿場

### 郡山起点
- 郡山宿（福島県郡山市）
- 三春（福島県田村郡三春町）

### 日和田起点
- 日和田宿（福島県郡山市）
- 三春（福島県田村郡三春町）

### 須賀川起点
- 須賀川宿（福島県須賀川市）
- 守山宿（福島県郡山市）
- 赤沼宿（福島県郡山市）
- 三春（福島県田村郡三春町）

### 本宮起点
- 本宮宿（福島県本宮市）
- 三春（福島県田村郡三春町）

## その他
- 本街道と陸前浜街道の交差する御厩宿付近（現在の福島県いわき市好間町）には、岩城氏の本拠地、大館城があった [2]。
- 1885年、当街道の区間が当時の仮定県道二等路線に指定され、1920年には福島県道郡山小野新町線と同小野新町平線に指定された。これらは現在の国道49号の前身である[3]。